# 毒锉鳞鲀
毒锉鳞鲀（学名：Rhinecanthus verrucosus）为輻鰭魚綱魨形目鱗魨亞目鳞鲀科锉鳞鲀属的鱼类，又名毒吻棘魨、黑腹砲彈、毒板機魨，分布於印度西太平洋區，從英屬印度洋領地至印尼、所羅門群島，北起日本，南迄萬那杜海域，棲息深度10-20公尺，本魚體呈菱形且側扁，鼻子很長，嘴端位，眼睛位於長而直的前額上，上半身呈淡褐色，下半身白色，眼睛下方有一條深棕色條紋，臀鰭前下方有一個非常大的黑點，尾柄上有三排短的向前指向的突起，背鰭的前部由三個可縮入凹槽的棘組成，後部有23-26個軟鰭條，臀鰭的形狀與後背鰭非常相似，有 21-23個軟鰭條，胸鰭有13-14條鰭條，體長可達23公分，常生活于岩礁区，生活習性不明，可作為食用魚及觀賞魚。该物种的模式产地在印度。